# Singles Box
Singles Box – zestaw wszystkich singli zespołu The Clash z lat 1977-1985, wydany 30 października 2006 przez wytwórnię Sony BMG w formie 19 płyt CD.

## Lista utworów

### CD 1 (White Riot)
1. „White Riot” – 1:59
2. „1977” – 1:40

### CD 2 (Capital Radio EP)
1. „Listen” (edit) – 0:27
2. Interview with The Clash on The Circle Line (Part 1) – 8:51
3. Interview with The Clash on The Circle Line (Part 2) – 3:10
4. „Capital Radio” – 2:07

### CD 3 (Remote Control)
1. „Remote Control” – 3:02
2. „London's Burning” (live) – 2:12
3. „London's Burning” (from Dutch 7”) – 2:10

### CD 4 (Complete Control)
1. „Complete Control” – 2:53
2. „City of the Dead” – 2:22

### CD 5 (Clash City Rockers)
1. „Clash City Rockers” – 3:47
2. „Jail Guitar Doors” – 3:03

### CD 6 ((White Man) In Hammersmith Palais)
1. „(White Man) in Hammersmith Palais” – 4:02
2. „The Prisoner” – 2:59

### CD 7 (Tommy Gun)
1. „Tommy Gun” – 3:19
2. „1-2 Crush on You” – 2:59

### CD 8 (English Civil War)
1. „English Civil War (Johnny Comes Marching Home)” – 2:38
2. „Pressure Drop” – 2:35

### CD 9 (The Cost Of Living EP)
1. „I Fought the Law” – 2:42
2. „Groovy Times” – 3:31
3. „Gates of the West” – 3:37
4. „Capital Radio Two” – 3:19
5. „Cost of Living Advert” – 0:47 (tylko w japońskiej wersji Singles Box)

### CD 10 (London Calling)
1. „London Calling” – 3:21
2. „Armagideon Time” – 3:51
3. „Justice Tonight” (from UK 12”) – 4:08
4. „Kick It Over” (from UK 12”) – 4:47
5. „Clampdown” (from US promo 12”) – 3:51
6. „The Card Cheat” (from US promo 12”) – 3:51
7. „Lost in the Supermarket” (from US promo 12”) – 3:46

### CD 11 (Bankrobber)
1. „Bankrobber” – 4:36
2. „Rockers Galore...UK Tour” – 4:42
3. „Rudie Can't Fail” (from Dutch 7”) – 3:29
4. „Train in Vain” (from Spanish 7”) – 3:09

### CD 12 (The Call Up)
1. „The Call Up” – 2:54
2. „Stop The World” – 2:32

### CD 13 (Hitsville U.K.)
1. „Hitsville U.K.” – 4:23
2. „Radio One” – 6:20
3. „Police on My Back” (from US 7”) – 3:19
4. „Somebody Got Murdered” (from Spanish 7”) – 3:33

### CD 14 (The Magnificent Seven)
1. „The Magnificent Seven” (edit) – 3:39
2. „The Magnificent Dance” (edit) – 3:37
3. „Lightning Strikes (Not Once But Twice)” (from US promo 12”) – 4:52
4. „One More Time” (from US promo 12”) – 3:31
5. „One More Dub” (from US promo 12”) – 3:36
6. „The Cool Out” (from US 12”) – 3:55
7. „The Magnificent Seven” (12” mix) – 4:29
8. „The Magnificent Dance” – 5:36

### CD 15 (This Is Radio Clash)
1. „This Is Radio Clash” – 4:12
2. „Radio Clash” – 4:12
3. „Outside Broadcast” (from UK 12”) – 7:23
4. „Radio 5” (from UK 12”) – 3:38

### CD 16 (Know Your Rights)
1. „Know Your Rights” – 3:51
2. „First Night Back in London” – 2:59

### CD 17 (Rock the Casbah)
1. „Rock the Casbah” – 3:43
2. „Long Time Jerk” – 5:10
3. „Mustapha Dance” (from UK 12”) – 4:28
4. „Red Angel Dragnet” (from Canadian 7”) – 3:47
5. „Overpowered By Funk” (from Argentine promo 7”) – 4:53

### CD 18 (Should I Stay or Should I Go)
1. „Should I Stay or Should I Go” – 3:09
2. „Straight To Hell” (edit) – 3:53
3. „Inoculated City” (from US 7”) – 2:43
4. „Cool Confusion” (from US 7”) – 3:14

### CD 19 (This Is England)
1. „This Is England” – 3:37
2. „Do It Now” – 3:07
3. „Sex Mad Roar” (from UK 12”) – 2:59

## Skład
- Joe Strummer – wokal, gitara (dysk: 1–19)
- Mick Jones – wokal, gitara (dysk: 1–18)
- Paul Simonon – gitara basowa, wokal (dysk: 1–19)
- Terry Chimes – perkusja (dysk: 1–3)
- Topper Headon – perkusja (dysk: 4–18)
- Nick Sheppard – gitara, wokal (dysk: 19)
- Vince White – gitara, wokal (dysk: 19)
- Pete Howard – perkusja (dysk: 19)